# Cerkiew Świętych Piotra i Pawła w Zabrodziu
Cerkiew Świętych Piotra i Pawła w Zabrodziu − filialna cerkiew greckokatolicka, zbudowana w latach 1912–23, znajdująca się w Zabrodziu, części miejscowości Solina.
Po 1947 świątynia użytkowana jako filialny kościół rzymskokatolicki pw. Świętych Piotra i Pawła. 

## Historia obiektu
Cerkiew wzniesiona w latach 1912–23 jako pierwsza świątynia w Zabrodziu. W okresie międzywojennym była użytkowana wspólnie przez katolików obrządku łacińskiego i unickiego. Po wysiedleniu ludności ukraińskiej w 1947 świątynia użytkowana przez Kościół rzymskokatolicki i należała do parafii w Polańczyku, a od 1971 do parafii w Bóbrce.

## Architektura i wyposażenie
Budowla murowana z kamienia, jednonawowa. We wnętrzu między innymi: ołtarz z okresu międzywojennego pochodzący z nieistniejącej kaplicy w Bereżnicy Niżnej, kopia obrazu Matki Boskiej Łopieńskiej w sukience i ramie z XVIII w., obraz Matki Boskiej Bolesnej z przełomu XVIII i XIX w. pochodzący z kościółka z Myczkowa, kielich z I połowy XVIII w.

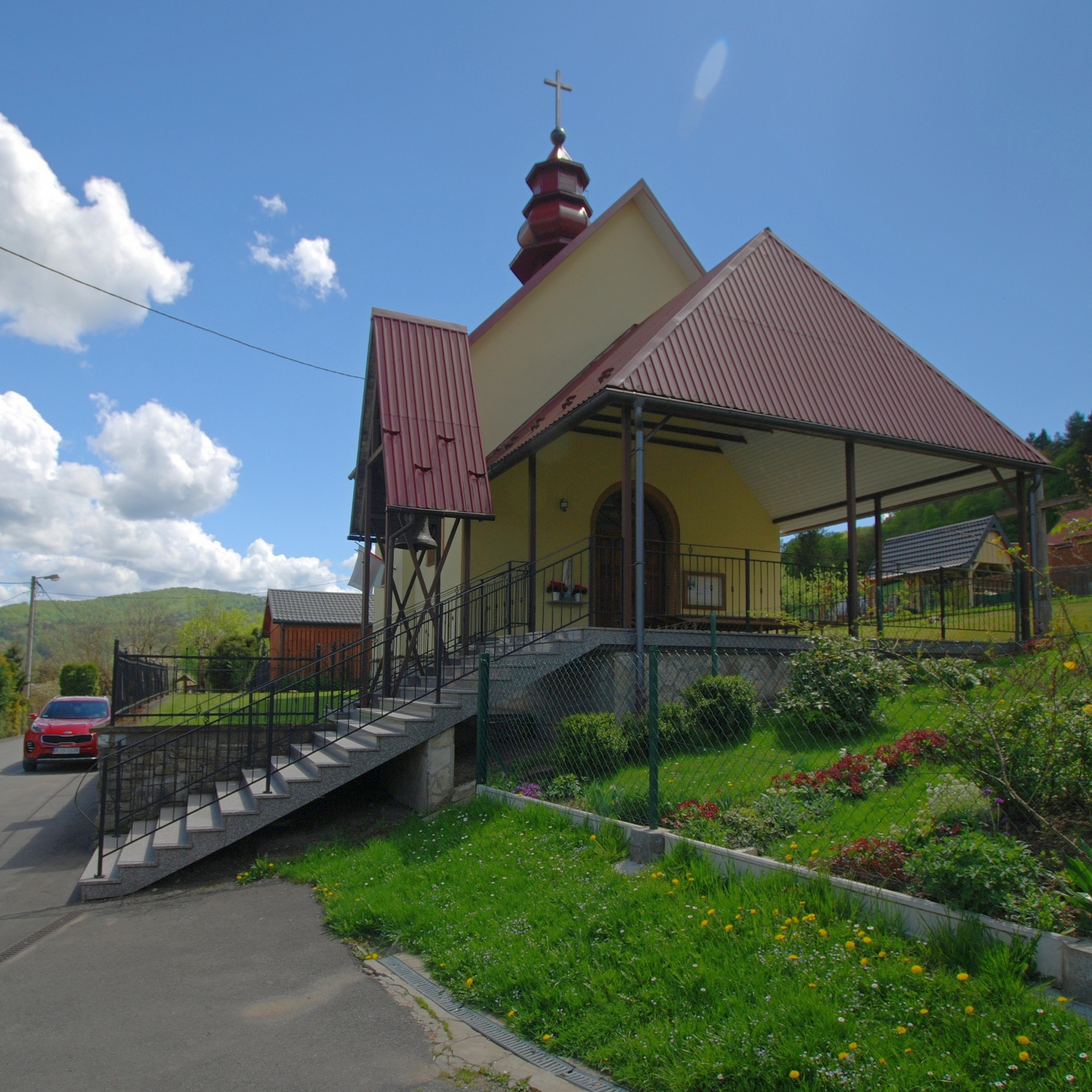
Elewacja frontowa z dzwonnicą
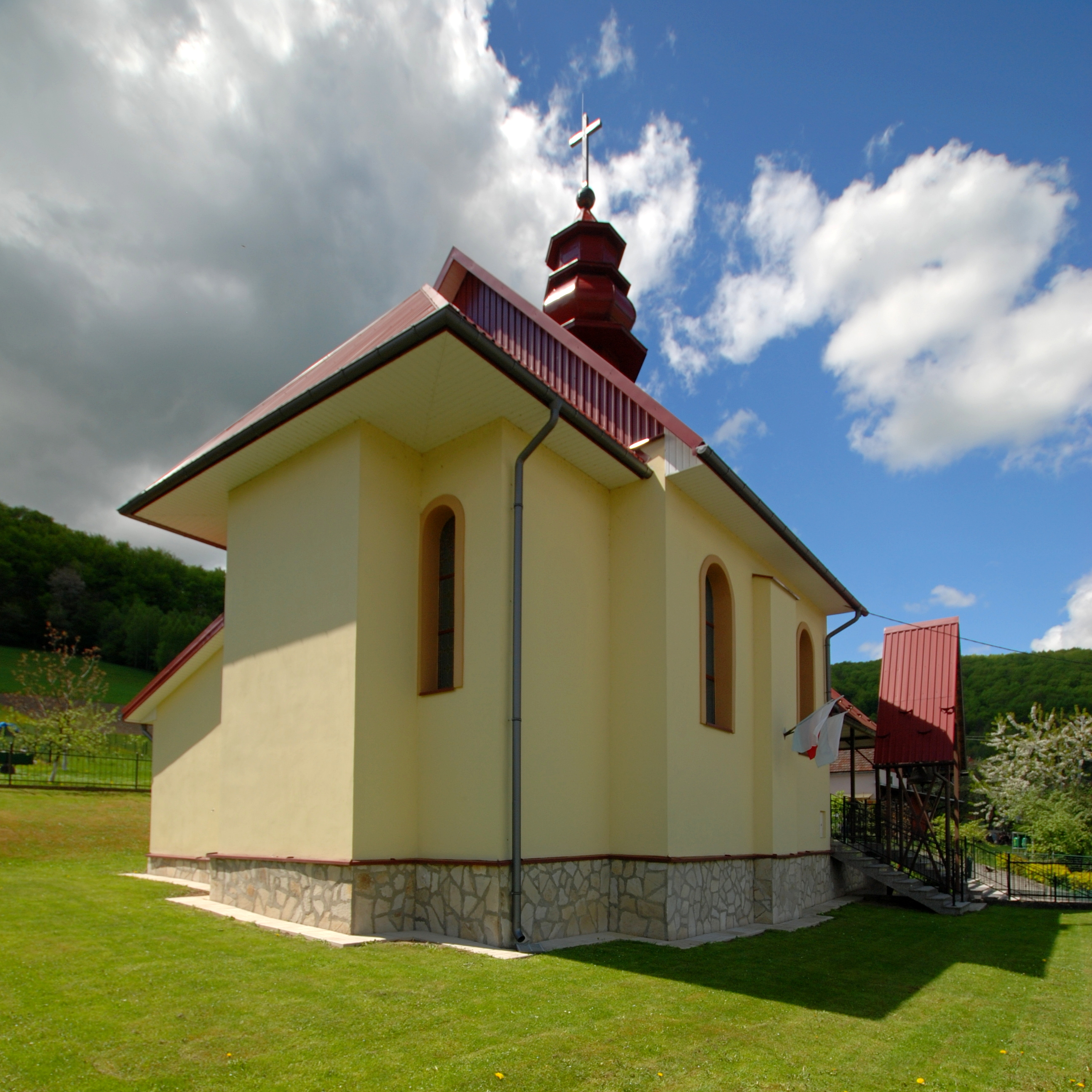
Widok od strony prezbiterium
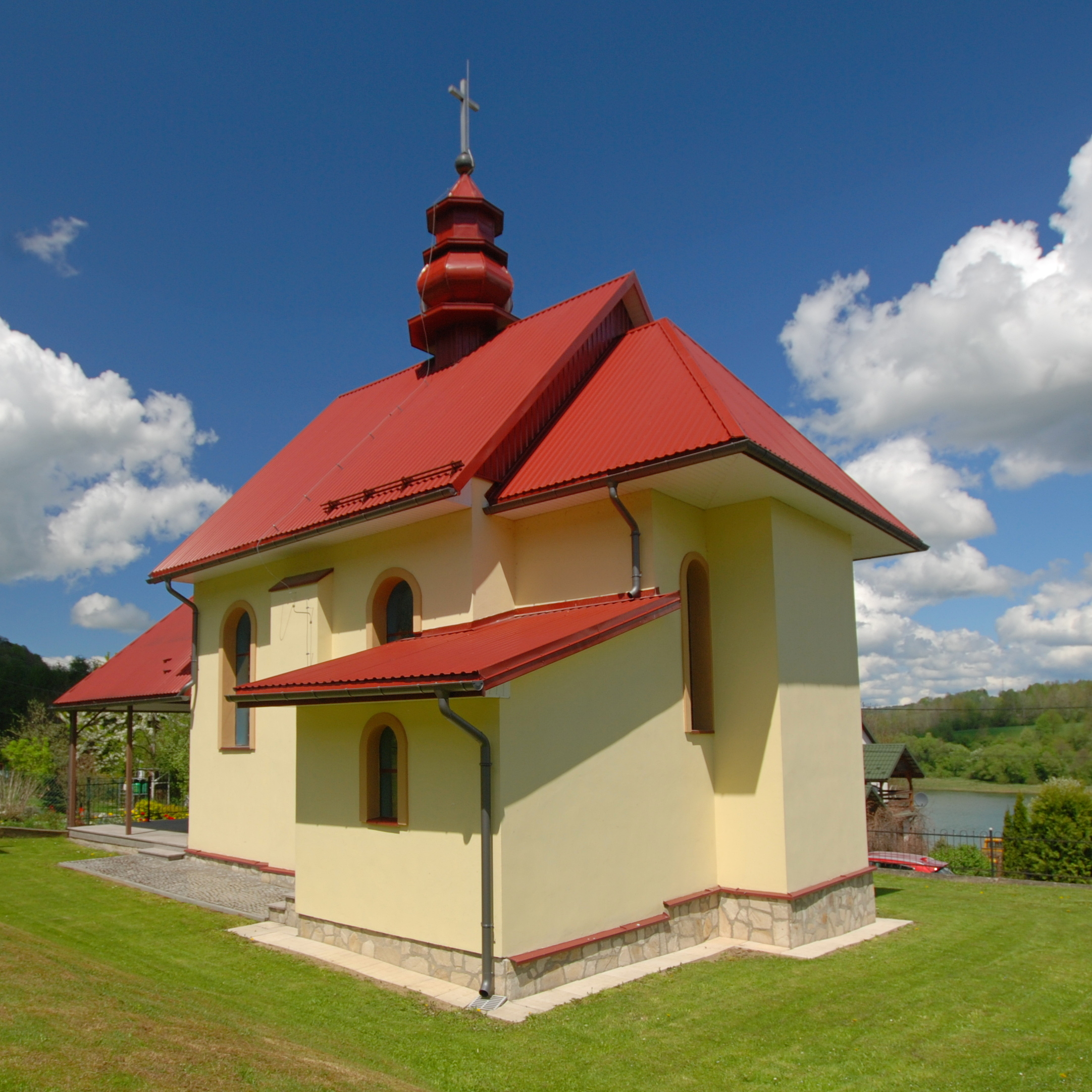
Elewacja boczna

## Wokół cerkwi
Obok świątyni znajduje się metalowa dzwonnica z 1998 z dwoma dzwonami. 